# Винстон Грум
Винстон Грум (23. март 1943. — 17. септембар 2020) је био амерички књижевник, познат по роману Форест Гамп из 1986. године, који је 1994. године адаптиран у истоимени филм Роберта Земекиса, који је доживео култни статус и освојио шест Оскара. Године 1995, Грум је објавио наставак књиге, Гамп и компанија. Осим овог романа, Грум је написао и више есеја разноликих тема, укључујући и књиге о Америчком грађанском рату и Првом светском рату.